# عباسا أريمياو
عباسا أريمياو (بالإنجليزية: Abasa Aremeyaw)‏ هو لاعب كرة قدم غاني، ولد في 2003 في غانا يلعب في نادي التهامي السعودي.

## روابط خارجية
عباسا أريمياو على موقع قاعدة بيانات كرة القدم.إي يو (الإنجليزية)
- عباسا أريمياو على موقع Soccerway.com (الإنجليزية)